# Robert Lohr
Robert Lohr (ur. 5 kwietnia 1967 w Landsberg am Lech) – niemiecki aktor. 
W latach 1987–1991 studiował w Hochschule für Musik und Theater Hamburg. Następnie w 1994 był członkiem zespołu Stadttheater Ulm. W latach 1994–2001 grał w Maxim Gorki Theater w Berlinie.

## Filmografia

### Filmy
- 2001: Berlin jest w Niemczech (Berlin Is in Germany) jako Wolfgang
- 2002: Zeit der Rache (TV) jako Thilo Peters [NR]
- 2003: Wenn Weihnachten wahr wird (TV) jako Robert Strasser
- 2004: Engelchen flieg (TV) jako Benno
- 2005: Macho im Schleudergang (TV) jako Theo Gross
- 2006: Gefangene jako Georg
- 2007: Die Weihnachtswette (TV) jako Ingo
- 2008: Kłamstewka w imię miłości (Kleine Lüge für die Liebe, TV) jako Max Brenner
- 2010: The Ballad of Frankie Silver jako David Silver
- 2011: Łabędzie (Swans) jako policjant
- 2012: Der Bergdoktor - Virus (TV) jako Michael Dörfler

### Seriale
- 1999: Der Puma - Kämpfer mit Herz jako Bergmann
- 1999: Przed burzą (Sturmzeit) jako Richard Wolters
- 2000: Fieber: Ärzte für das Leben jako Max Voss
- 2001: In aller Freundschaft jako Thomas Martens
- 2003: SK Kölsch jako Karl Rübsam
- 2004-2005: Die Albertis jako dr Jürgen Brenner
- 2006-2007: Stadt Land Mord! jako Josef Frebert
- 2008: Die Rosenheim-Cops jako Torsten Voß
- 2009–: Górscy ratownicy (Die Bergretter) jako Michael Dörfler
- 2010: Nasz Charly (Unser Charly) jako Bernd Köhler
- 2010-2014: Ostatni gliniarz (Der letzte Bulle) jako Roland Meisner
- 2012: SOKO Köln jako Carsten Potthoff
- 2014: Löwenzahn jako Max' Vater
- 2016: SOKO Köln jako prof. Sigmar Volkmann
- 2017: Kobra – oddział specjalny – odc. Królobójca (Der Königsmörder) jako Martin Dorn

## Nagrody
- 1995: Nagroda im. Friedricha Lufta za występ w sztuce Emmy Göring U boku mojego męża (An der Seite meines Mannes)
- 2002: Złoty Lampart, Główna Nagroda Międzynarodowego Festiwalu Filmowego w Locarno za rolę Paula w filmie Pragnienie (Das Verlangen, 2002)[2]
- 2012: Niemiecka Nagroda Telewizyjna dla serialu Ostatni gliniarz (Der letzte Bulle) w kategorii najlepszy serial